# Dysponetus gracilis
Dysponetus gracilis é uma espécie de anelídeo pertencente à família Chrysopetalidae.
A autoridade científica da espécie é Hartman, tendo sido descrita no ano de 1965.
Trata-se de uma espécie presente no território português, incluindo a sua zona económica exclusiva.